# 세인트 트리니안스
《세인트 트리니안스》(영어: St. Trinian's)는 영국에서 제작된 2007년 코미디 영화이다. 올리버 파커, 바너비 톰프슨이 연출과 제작을 맡았다. 털룰라 라일리 등이 출연하였다.

## 출연
- 털룰라 라일리
- 릴리 콜
- 주노 템플
- 펄로마 페이스
- 제마 아터턴
- 탬진 에저턴
- 앤토니아 버내스
- 카테리나 무리노
- 실리아 임리
- 조디 휘태커
- 스티븐 프라이
- 토비 존스
- 애나 챈설러
- 루시 펀치
- 리나 히디
- 미샤 바턴
- 러셀 브랜드
- 루퍼트 에버릿
- 콜린 퍼스
- 조너선 베일리
- 걸스 얼라우드(니컬라 로버츠, 킴벌리 월시, 세라 하딩, 네이딘 코일, 셰릴)
- 너새니얼 파커

## 기타 제작진
- 공동 제작: 마크 허버드
- 배역: 루시 베번
- 미술: 어맨다 맥아더
- 세트: 브리짓 멘지스
- 의상: 리베카 헤일, 페니 로즈